# Pratap Kishor Deo
Pratap Kishor Deo (Bhawanipatna, 5 ottobre 1919 – Bhawanipatna, 8 ottobre 2001) è stato un principe e politico indiano.
Fu Maharaja di Kalahandi dal 1939 al 1947. Fu vice leader dell'opposizione all'assemblea legislativa di Orissa nel 1952—1956.

## Biografia
Pratap nacque a Bhawanipatna nel 1919. Succedette a suo padre alla morte di questi nel 1939 come maharaja di Kalahandi.
Nel periodo nel quale fu sovrano di Kalahandi, fu avviato un importante progetto di irrigazione sul fiume Indravati per costruire la diga di Indravati, ed assieme all'ingegnere Bhubaneswar Behera ed all'amministratore Ram Chandra Patra, Deo sovrintendette al progetto che fu interrotto dai cambiamenti governativi nel primo periodo post-indipendenza. Nel 1947 Kalahandi perse il suo status di stato principesco e venne annesso a Odisha nel Dominion dell'India
Privato dei propri poteri, Pratap divenne membro dell'assemblea legislativa di Orissa e successivamente venne eletto alla Lok Sabha nelle file del partito Swatantra, allineandosi alle posizioni di Rajendra Narayan Singh Deo che poi divenne primo ministro indiano nel 1967.
Nel 1960 inaugurò il Kalahandi Science College, immediato predecessore dell'Università di Kalahandi.
Come membro del parlamento, Deo continuò a spingere per la realizzazione della diga di Indravati e la connettività ferroviaria da Kesinga ad Ambaguda via Bhawanipatna e Junagarh.
Ebbe un interesse particolare anche per l'archeologia e fondò la società archeologica di Kalahandi.